# Campi selvaggi

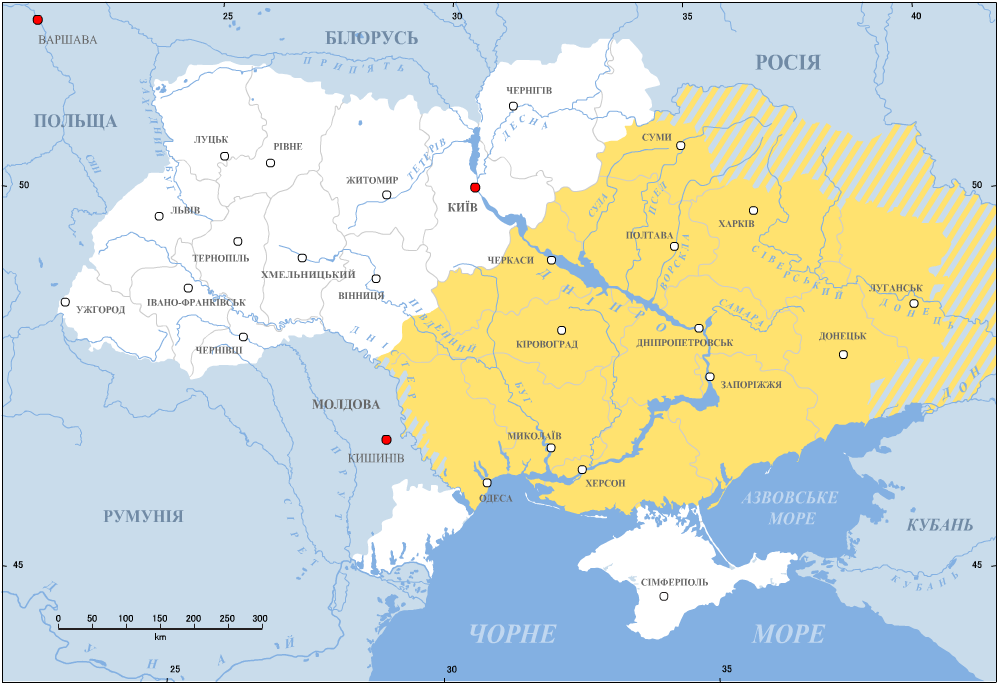
Mappa dei Campi selvaggi nel XVII secolo

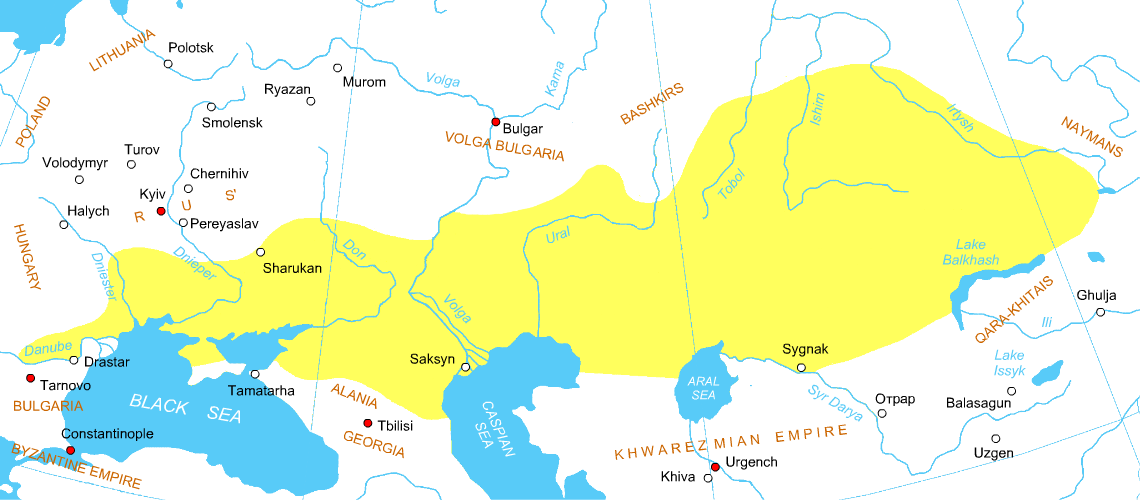
La Confederazione Cumana in Eurasia nel 1200 circa

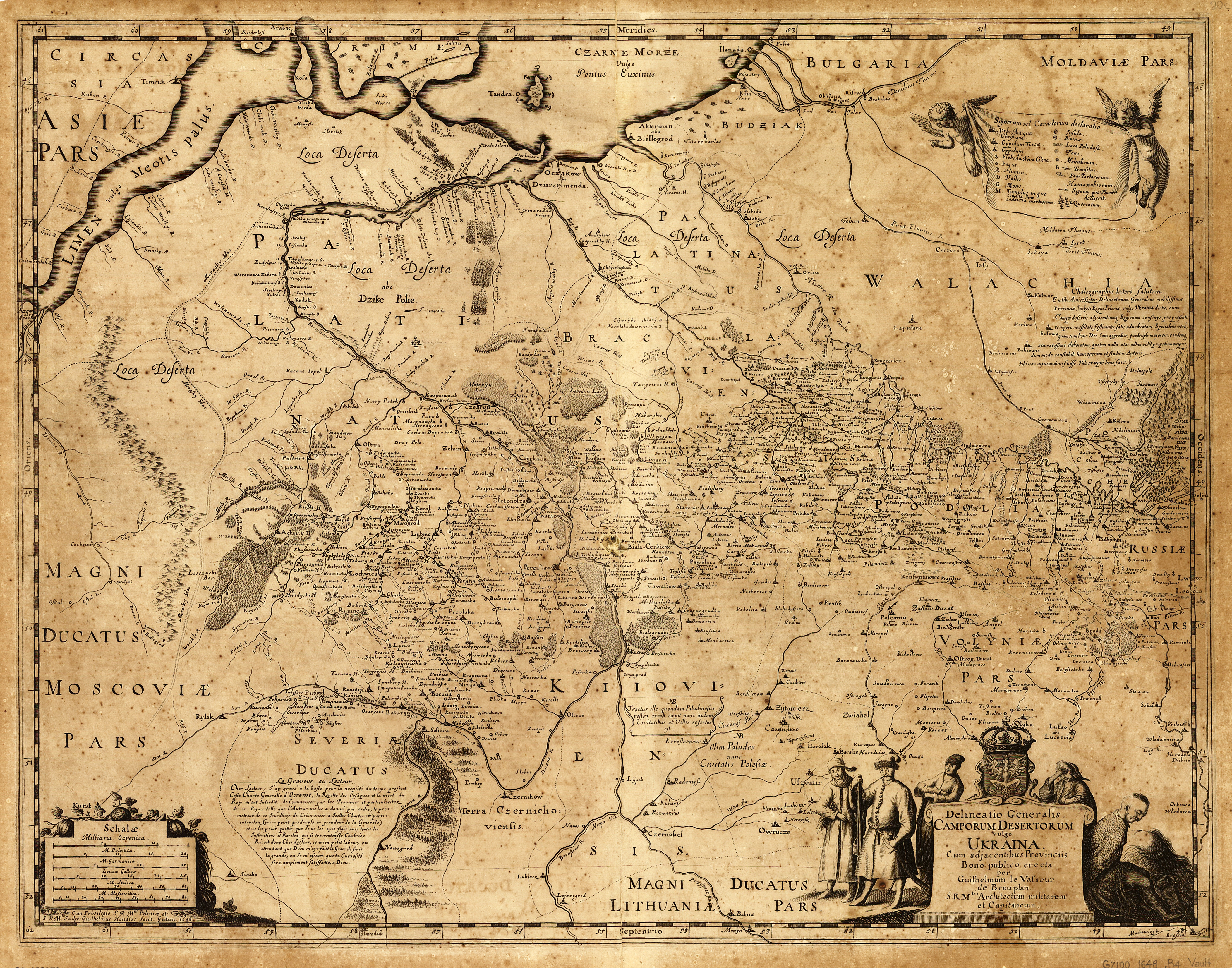
Delineatio Generalis Camporum Desertorum vulgo Ukraina (Rappresentazione generale dei campi deserti comunemente Ucraina)

I Campi selvaggi (in ucraino Дике поле?, Dyke pole, in russo Дикое поле?, Dikoe pole; in polacco Dzikie pola, o in latino campi deserti inabitati; lett. "la landa") è un termine storico usato nei documenti dell'Europa orientale nei secoli dal XVI al XVIII per riferirsi alla steppa pontico-caspica nel territorio delle attuali Ucraina orientale e meridionale e nella Russia Meridionale, a nord del Mar Nero e del Mar d'Azov. Secondo lo storico ucraino il termine comparve talvolta nel XV secolo per i territori tra il Dnestr e il Volga centrale, quando iniziò la colonizzazione della regione da parte dei Cosacchi. Ščerbak nota che gli scrittori di quel tempo, come Michalo Lituanus, Blaise de Vigenère e Józef Wereszczyński, scrivevano sulle grandi ricchezze naturali delle steppe e del bacino del Dnieper.

## Evoluzione storica
Per secoli, la regione fu solo scarsamente popolata da vari gruppi nomadi come gli Sciti, Alani, Unni, Proto-bulgari, Peceneghi, Kipčaki, Turco-Mongoli, Tatari e Nogai. Dopo l'invasione mongola della Russia, il territorio fu dominato dal Khanato dell'Orda d'Oro fino alla battaglia delle Acque Blu (1362), che consentì ad Algirdas di reclamarlo per il Granducato di Lituania. In seguito alla battaglia del fiume Vorskla nel 1399, il suo successore Vytautas perse il territorio in favore di Temür Qutlugh, il khan dell'Orda d'Oro. Nel 1441, la parte occidentale dei Campi selvaggi, Yedisan, passò sotto il dominio del Khanato di Crimea, un'entità politica controllata dall'Impero Ottomano dal XVI secolo in avanti. I Campi selvaggi erano anche parzialmente abitati dai Cosacchi Zaporozi, come emerge dalle opere del teologo e vescovo cattolico di Kyiv Józef Wereszczyński, che vi si stabilì a condizione che essi respingessero l'espansione dell'Orda Nogai.
I Campi selvaggi erano attraversati dalla Via Muravskij e dalla Via Izjumskij, importanti vie usate dai Tatari della Crimea per invadere e saccheggiare il Granducato di Mosca. I raid slavi Crimea-Nogai, un lungo periodo di raid e combattimenti tra i Tatari della Crimea e l'Orda Nogai da una parte e i granducati di Lituania e di Mosca dall'altra, causarono considerevoli devastazioni e spopolamento nella zona prima del sorgere degli Zaporoziani e dei Cosacchi del Don, che periodicamente ridiscendevano il Dnepr e il Don in cayuchi dalla loro base di Chortycja e compivano dei raid lungo le coste del Mar Nero. I Turchi eressero numerose città-fortezza per difendere il litorale, tra le quali Kara Kerman e Khadjibey.
Sebbene le stime del numero dei prigionieri catturati in una singola incursione abbia raggiunto il numero di 30 000, la cifra media era più vicina ai 3000...In Podolia soltanto circa un terzo dei villaggi fu devastato o abbandonato tra il 1578 e il 1583.(Orest Subtelny)
Nel XVII secolo, la parte orientale dei "campi selvaggi" è stata sistemata da contadini fuggiaschi e servi che formarono il nucleo del dominio cosacco. Durante la Rivolta di Chmel'nyc'kyj, la parte nord di quest'area fu occupata dai Cosacchi del bacino del Dnepr e divenne nota come Sloboda Ucraina. 
Dopo una serie di guerre russo-turche intraprese da Caterina la Grande, l'area formalmente controllata dagli Ottomani e dai Tatari di Crimea fu incorporata nell'Impero Russo negli anni 1780. L'Impero Russo fondò molte delle città dei Campi selvaggi, tra le quali Odessa, Sebastopoli, Dnipro e Mykolaïv. Anche gran parte di Kiev fu costruita in quel periodo. La zona era piena di coloni russi e ucraini e il nome Campi selvaggi divenne obsoleto; esso fu sostituito da Nuova Russia (Novorossija). Secondo il Dizionario Storico dell'Ucraina "La popolazione consisteva di coloni militari ussari e lanceri di reggimenti, contadini ucraini e russi, cosacchi, serbi, montenegrini, ungheresi e altri stranieri che ricevettero sussidi in terra per sistemarsi nella zona."
Nel 20º secolo, dopo il collasso dell'Unione Sovietica, la regione fu ripartita tra Ucraina, Moldavia e Russia.